# 橫濱市營巴士

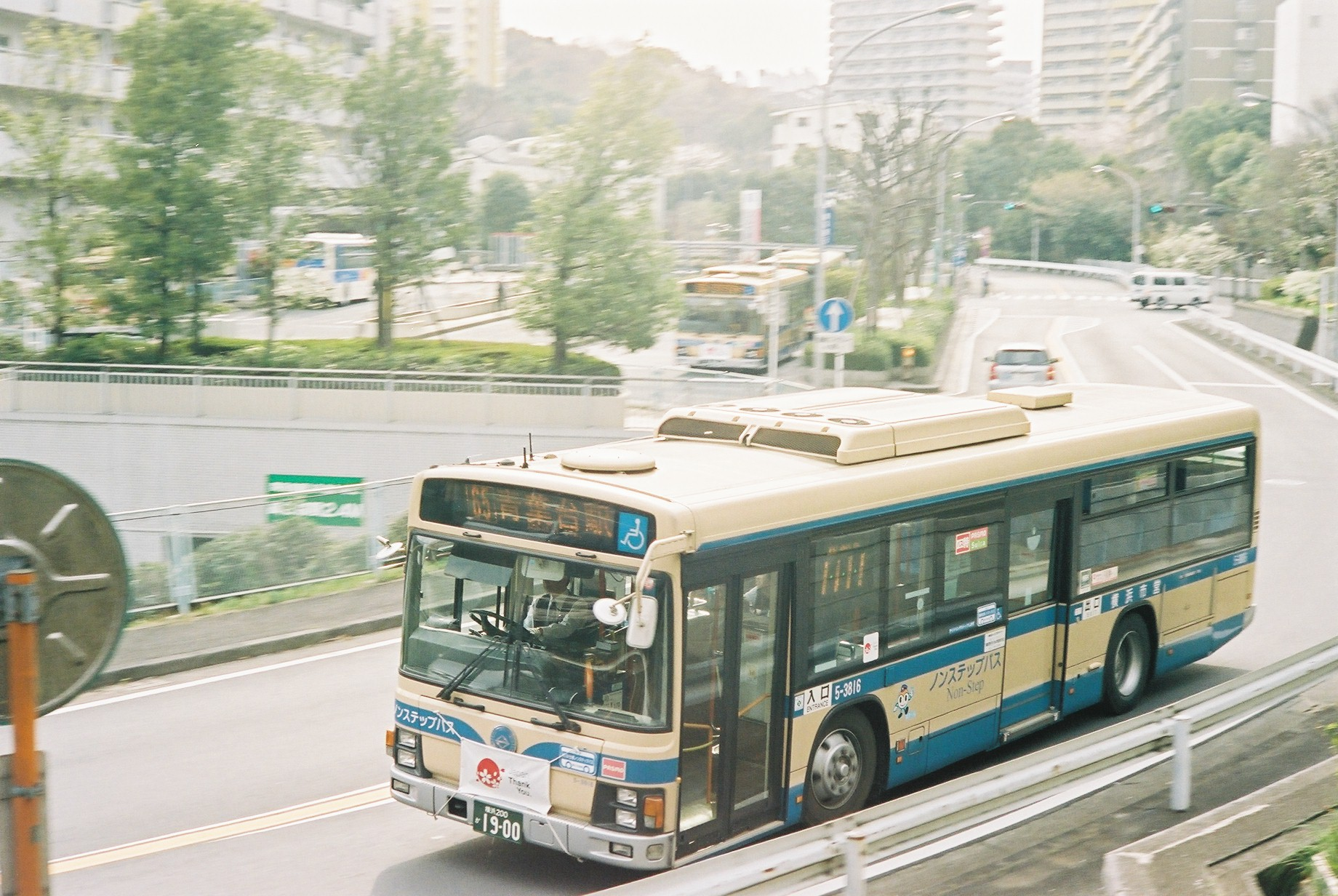
横滨市市营公交运营车辆

橫濱市營巴士（日语：横浜市営バス）是橫濱市交通局自動車本部運營的公營巴士系統。橫濱市營巴士的服務開始於1928年，現在是橫濱市民的主要交通手段之一。除了普通巴士之外，橫濱市營巴士也運行有主要針對遊客的巴士。